# Fiend Without a Face

Fiend Without a Face este un film SF independent britanico-american din 1958 regizat de Arthur Crabtree. În rolurile principale joacă actorii Kynaston Reeves, Marshall Thompson, Terry Kilburn.

## Prezentare
Filmul prezintă povestea unor decese misterioase provocate de mâinile unei forme de viață invizibile care fură creierul uman și coloanele vertebrale pentru a le folosi pentru a se multiplica.

## Actori
- Marshall Thompson - Major Jeff Cummings
- Kynaston Reeves - Professor R. E. Walgate
- Michael Balfour - Sergeant Kasper
- Kim Parker - Barbara Griselle
- Terry Kilburn - Captain Al Chester
- Gil Winfield - Captain Warren, M.D.
- Shane Cordell - a nurse
- Stanley Maxted - Colonel G. Butler
- James Dyrenforth - Mayor Hawkins
- Kerrigan Prescott - an atomic engineer